# Sankt Sebastian (Rhénanie-Palatinat)
Pour les articles homonymes, voir Sankt Sebastian.
Sankt Sebastian, parfois appelée Sankt Sebastian am Rhein, est une commune allemande dans le Landkreis de Mayen-Koblenz, dans le nord du Land de Rhénanie-Palatinat. Elle se situe sur la rive gauche du Rhin, au nord de la ville de Coblence.
Elle tient son nom de l'église paroissiale dédiée à saint Sébastien, martyr chrétien du IIIe siècle.
Elle compte 2 530 habitants sur un territoire de 2,88 km2 (densité : 878,47 hab./km2). Le récent développement démographique est dû à la périurbanisation.